# Memecylon hainanense
Memecylon hainanense är en tvåhjärtbladig växtart som beskrevs av Elmer Drew Merrill och Woon Young Chun. Memecylon hainanense ingår i släktet Memecylon och familjen Melastomataceae. Inga underarter finns listade i Catalogue of Life.